# Lauren Alaina

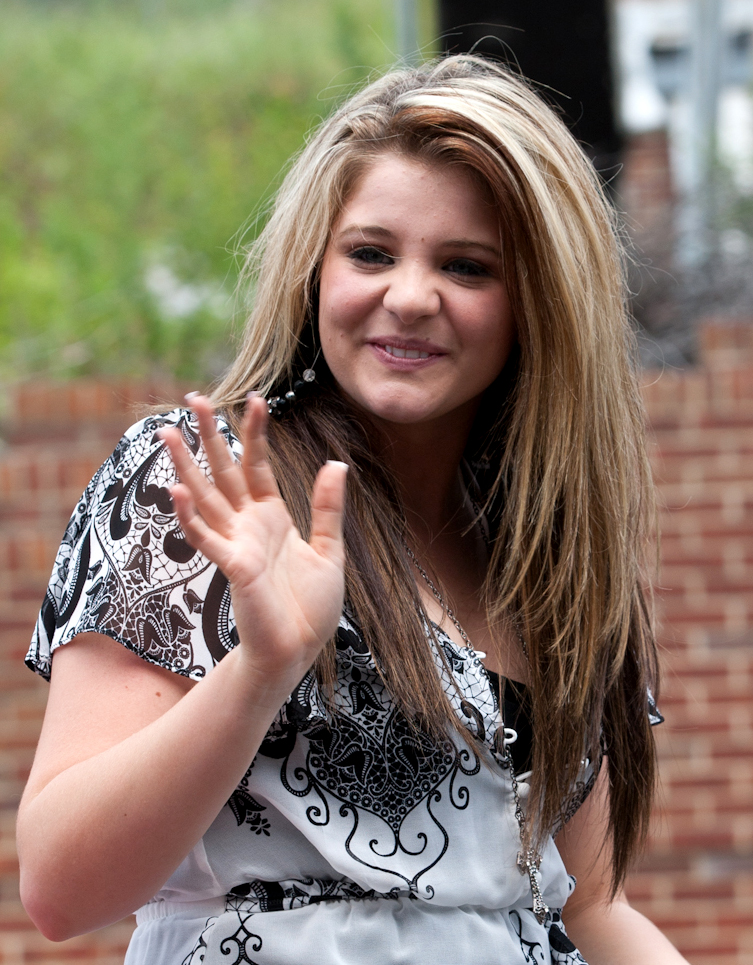
Lauren Alaina in Chattanooga, Tennessee (2011)

Lauren Alaina (* 8. November 1994 in Rossville, Georgia; eigentlich Lauren Alaina Suddeth) ist eine US-amerikanische Countrysängerin. In der zehnten Staffel der Castingshow American Idol erreichte sie 2011 den zweiten Platz.

## Werdegang
Lauren Alaina ist Tochter von Kristy und J. J. Suddeth. Ihr Vater arbeitete als Verfahrenstechniker in Chattanooga. Sie besuchte die Lakeview-Fort Oglethorpe High School. Als Teenager litt sie sechs Jahre an Bulimie.
Erste Auftritte als Sängerin, die unter anderem von Dolly Parton und Reba McEntire beeinflusst wurde, hatte sie in der Region ihrer Heimatstadt. 2009 gewann sie im Freizeitpark am Lake Winnepesaukah den Jugendtalentwettbewerb WinniSTAR. 2011 beteiligte sie sich in Nashville am Casting für die zehnte Staffel von American Idol, in der sie hinter Scotty McCreery den zweiten Platz errang.
Ihre Geburtsstadt Rossville rief am 14. Mai 2011 den Lauren Alaina Day aus. Ihre Debütsingle Like My Mother Does erschien kurz nach dem Finale als Download auf iTunes.
Alainas erstes Studioalbum, Wildflower, wurde im Oktober 2011 veröffentlicht. Trotz hoher Chartplatzierungen und ersten Hits folgte ihr zweites Album, Road Less Traveled, erst im Januar 2017. Mit dem Titellied des Albums schaffte sie ihre erste Nummer eins in den Country Airplay-Charts. Ihre zweite Nummer eins folgte noch im selben Jahr, als sie mit ihrem Schulfreund und ehemaligen Klassenkameraden Kane Brown das Duett What Ifs veröffentlichte. Das Lied verkaufte sich alleine in den USA über zehn Millionen Mal und erreichte darüber hinaus die Top 30 der Pop-Charts sowie Platz eins der Country-Single-Charts. In der Folge wurde sie 2017 und 2018 in der Newcomer-Kategorie der CMA Awards nominiert.
Im September 2019 nahm sie bei der 28. Ausgabe der Fernsehtanzshow Dancing with the Stars teil und belegte mit ihrem Partner Gleb Savchenko Platz vier.
Lauren hat mehrere Nominierungen für wichtige Preise der Musikbranche erhalten. Neben den bereits erwähnten CMA Awards, auch bei den ACM Awards, CMT Music Awards, Teen Choice Awards, Radio Disney Awards und Billboard Music Awards. Zu ihren Auszeichnungen gehören im Jahre 2017 der ACM New Female Focalist of the Year sowie der CMT Breakthrough Video of the Year für Road Less Traveled und CMT Collaborative Video of the Year für What Ifs.
Alaina lebt in Nashville.

## Diskografie

### Alben
| Jahr | Titel                              | Höchstplatzierung, Gesamtwochen, AuszeichnungChartplatzierungen (Jahr, Titel, Platzierungen, Wochen, Auszeichnungen, Anmerkungen) | Höchstplatzierung, Gesamtwochen, AuszeichnungChartplatzierungen (Jahr, Titel, Platzierungen, Wochen, Auszeichnungen, Anmerkungen) | Anmerkungen                             |
| Jahr | Titel                              | US | Country | Anmerkungen                             |
| ---- | ---------------------------------- | --- | --- | --------------------------------------- |
| 2011 | Wildflower                         | US5 (23 Wo.)US | Country2 (48 Wo.)Country | Erstveröffentlichung: 11. Oktober 2011  |
| 2017 | Road Less Traveled                 | US31 (2 Wo.)US | Country3 (3 Wo.)Country | Erstveröffentlichung: 27. Januar 2017   |
| 2021 | Sitting Pretty on Top of the World | US173 (1 Wo.)US | Country21 (1 Wo.)Country | Erstveröffentlichung: 3. September 2021 |

### Kompilationen
| Jahr | Titel                                  | Höchstplatzierung, Gesamtwochen, AuszeichnungChartplatzierungen (Jahr, Titel, Platzierungen, Wochen, Auszeichnungen, Anmerkungen) | Höchstplatzierung, Gesamtwochen, AuszeichnungChartplatzierungen (Jahr, Titel, Platzierungen, Wochen, Auszeichnungen, Anmerkungen) | Anmerkungen                        |
| Jahr | Titel                                  | US | Country | Anmerkungen                        |
| ---- | -------------------------------------- | --- | --- | ---------------------------------- |
| 2011 | American Idol Season 10: Lauren Alaina | US42 (1 Wo.)US | Country9 (3 Wo.)Country | Erstveröffentlichung: 24. Mai 2011 |

### EPs
| Jahr | Titel                                             | Höchstplatzierung, Gesamtwochen, AuszeichnungChartplatzierungen (Jahr, Titel, Platzierungen, Wochen, Auszeichnungen, Anmerkungen) | Höchstplatzierung, Gesamtwochen, AuszeichnungChartplatzierungen (Jahr, Titel, Platzierungen, Wochen, Auszeichnungen, Anmerkungen) | Anmerkungen                             |
| Jahr | Titel                                             | US | Country | Anmerkungen                             |
| ---- | ------------------------------------------------- | --- | --- | --------------------------------------- |
| 2011 | American Idol Season 10 Highlights: Lauren Alaina | US24 (12 Wo.)US | Country6 (17 Wo.)Country | Erstveröffentlichung: 28. Juni 2011     |
| 2015 | Lauren Alaina                                     | — | Country28 (1 Wo.)Country | Erstveröffentlichung: 2. Oktober 2015   |
| 2020 | Getting Good                                      | — | Country28 (1 Wo.)Country | Erstveröffentlichung: 6. März 2020      |
| 2020 | Getting Over Him                                  | — | Country33 (1 Wo.)Country | Erstveröffentlichung: 4. September 2020 |

### Singles
| Jahr | Titel Album                                                    | Höchstplatzierung, Gesamtwochen, AuszeichnungChartplatzierungen (Jahr, Titel, Album, Platzierungen, Wochen, Auszeichnungen, Anmerkungen) | Höchstplatzierung, Gesamtwochen, AuszeichnungChartplatzierungen (Jahr, Titel, Album, Platzierungen, Wochen, Auszeichnungen, Anmerkungen) | Anmerkungen                                          |
| Jahr | Titel Album                                                    | US | Country | Anmerkungen                                          |
| ---- | -------------------------------------------------------------- | --- | --- | ---------------------------------------------------- |
| 2011 | Like My Mother Does Wildflower                                 | US20 Gold · (2 Wo.)US | Country36 (20 Wo.)Country | Erstveröffentlichung: 25. Mai 2011                   |
| 2011 | Georgia Peaches Wildflower                                     | — | Country28 (23 Wo.)Country | Erstveröffentlichung: 24. Oktober 2011               |
| 2012 | Eighteen Inches Wildflower                                     | — | Country37 (14 Wo.)Country | Erstveröffentlichung: 16. Juli 2012                  |
| 2013 | Barefoot and Buckwild –                                        | — | Country34 (1 Wo.)Country | Erstveröffentlichung: 7. Mai 2013                    |
| 2015 | Next Boyfriend Lauren Alaina • Road Less Traveled              | — | Country39 (20 Wo.)Country | Erstveröffentlichung: 18. September 2015             |
| 2016 | Road Less Traveled Lauren Alaina • Road Less Traveled          | US67 Platin · (12 Wo.)US | Country8 (32 Wo.)Country | Erstveröffentlichung: 11. Juli 2016                  |
| 2017 | Doin’ Fine Road Less Traveled                                  | US— GoldUS | Country34 (18 Wo.)Country | Erstveröffentlichung: 22. Mai 2017                   |
| 2018 | Ladies In The ’90s Getting Good                                | — | Country49 (2 Wo.)Country | Erstveröffentlichung: 15. Oktober 2018               |
| 2019 | Getting Good Getting Good • Sitting Pretty on Top of the World | US— GoldUS | Country33 (27 Wo.)Country | Erstveröffentlichung: 7. Oktober 2019                |
| 2021 | Getting Over Him Sitting Pretty on Top of the World            | — | Country35 (18 Wo.)Country | Erstveröffentlichung: 22. Februar 2021 mit Jon Pardi |

### Gastbeiträge
| Jahr | Titel Album                  | Höchstplatzierung, Gesamtwochen, AuszeichnungChartplatzierungen (Jahr, Titel, Album, Platzierungen, Wochen, Auszeichnungen, Anmerkungen) | Höchstplatzierung, Gesamtwochen, AuszeichnungChartplatzierungen (Jahr, Titel, Album, Platzierungen, Wochen, Auszeichnungen, Anmerkungen) | Anmerkungen                                                                       |
| Jahr | Titel Album                  | US | Country | Anmerkungen                                                                       |
| ---- | ---------------------------- | --- | --- | --------------------------------------------------------------------------------- |
| 2017 | What Ifs Kane Brown          | US26 Diamant · (23 Wo.)US | Country1 (61 Wo.)Country | Erstveröffentlichung: 6. Februar 2017 Kane Brown feat. Lauren Alaina              |
| 2019 | One Beer Hixtape, Vol. 1     | US33 ×4Vierfachplatin · (25 Wo.)US | Country4 (49 Wo.)Country | Erstveröffentlichung: 13. September 2019 Hardy feat. Lauren Alaina & Devin Dawson |
| 2021 | Thinking ’Bout You Tullahoma | US30 Platin · (26 Wo.)US | Country2 (37 Wo.)Country | Erstveröffentlichung: 3. Mai 2021 Dustin Lynch feat. Lauren Alaina                |
| 2024 | Now Or Never Black Bandana   | — | Country50 (1 Wo.)Country | Erstveröffentlichung: 16. August 2024 Corey Kent feat. Lauren Alaina              |

## Auszeichnungen für Musikverkäufe
| 2× Platin-Schallplatte - Australien - 2022: für die Single What Ifs - Kanada - 2022: für die Single Thinking ’Bout You 3× Platin-Schallplatte - Kanada - 2022: für die Single One Beer | 6× Platin-Schallplatte - Kanada - 2023: für die Single What Ifs |

Anmerkung: Auszeichnungen in Ländern aus den Charttabellen bzw. Chartboxen sind in ebendiesen zu finden.
| Land/RegionAuszeichnungen für Musikverkäufe (Land/Region, Auszeichnungen, Verkäufe, Quellen) | Gold     | Platin       | Diamant  | Verkäufe   | Quellen         |
| -------------------------------------------------------------------------------------------- | -------- | ------------ | -------- | ---------- | --------------- |
| Australien (ARIA)                                                                            | —        | 2× Platin2   | —        | 140.000    | aria.com.au     |
| Kanada (MC)                                                                                  | —        | 11× Platin11 | —        | 880.000    | musiccanada.com |
| Vereinigte Staaten (RIAA)                                                                    | 3× Gold3 | 6× Platin6   | Diamant1 | 17.500.000 | riaa.com        |
| Insgesamt                                                                                    | 3× Gold3 | 19× Platin19 | Diamant1 |            |                 |